# Comuna Nedelišće, Međimurje
Nedelišće este o comună în cantonul Međimurje, Croația, având o populație de 11.975 de locuitori (2011).

## Demografie
Componența etnică a comunei Nedelišće
     Croați (88,12%)
     Romi (10,35%)
     Necunoscut (0,08%)
     Neclasificat (1,19%)
Componența confesională a comunei Nedelišće
     Catolici (94,91%)
     Fără religie și atei (1,46%)
     Protestanți (1,11%)
     Necunoscută (1,49%)
     Alte religii (0,99%)
Conform recensământului din 2011, comuna Nedelišće avea 11.975 de locuitori. Din punct de vedere etnic, majoritatea locuitorilor (88,12%) erau croați, cu o minoritate de romi (10,35%). Apartenența etnică nu este cunoscută în cazul a 0,08% din locuitori. Din punct de vedere confesional, majoritatea locuitorilor (94,91%) erau catolici, existând și minorități de persoane fără religie și atei (1,46%) și protestanți (1,11%). Pentru 1,49% din locuitori nu este cunoscută apartenența confesională.